# Новое Село (Брянская область)
Новое Село — село в Стародубском муниципальном округе Брянской области.

## География
Находится в южной части Брянской области на расстоянии приблизительно 11 км на север от районного центра города Стародуб.

## История
Известно с 1535 года. При польском владении (1619-1654 года) село принадлежало шляхтичу Яну Куницкому, а с конца 1650-х годов вошло в состав сел Стародубского магистрата. С возникновением Стародубского полка Новое Село оказалось на территории полковой сотни. В 1687 году гетман Иван Мазепа пожаловал новосельские крестьянские дворы топальскому сотнику Федору Кольчевскому, позднее село было во владении семьи Брюхачевских. В 1675 году в Новом Селе была возведена деревянная Покровская церковь, перестроенная в 1885 году. В 1859 году здесь (село Стародубского уезда Черниговской губернии) было учтено 40 дворов, в 1892—86. До 2020 года входило в состав Меленского сельского поселения Стародубского района до их упразднения. 

## Население
Численность населения: 311 человек (1859 год), 680 (1892) , 326 человек в 2002 году (русские 94 %), 261 в 2010.